# Lỗ Khang công
Lỗ Khang công (chữ Hán: 魯康公, trị vì 352 TCN-344 TCN), tên thật là Cơ Đồn (姬屯), là vị vua thứ 32 của nước Lỗ - chư hầu nhà Chu trong lịch sử Trung Quốc.
Cơ Đồn con của Lỗ Cung công, vị vua thứ 31 của nước Lỗ. Năm 353 TCN, Lỗ Cung công mất, Cơ Đồn lên làm vua, xưng là Lỗ Khang công.
Sử ký không ghi rõ những hành trạng của ông và các sự kiện liên quan đến nước Lỗ trong thời gian ông ở ngôi.
Năm 344 TCN, Lỗ Khang công qua đời. Con ông là Cơ Yển lên ngôi, tức Lỗ Cảnh công.